# Aeropuerto de Vojens
El Aeropuerto de Vojens (IATA: SKS, OACI: EKSP) es un pequeño aeropuerto regional situado al sureste de Dinamarca.

## Historia
El aeropuerto fue construido en 1943 por el ejército alemán durante su ocupación de Dinamarca. Tras la contienda fue asumido por la fuerza aérea danesa y ampliado su uso al civil.

## Aerolíneas
El aeropuerto no tiene vuelos regulares sino que es utilizado por aerotaxis, aviones privados y helicópteros. Igualmente, lo hace como terminal de carga.
Tiene un uso militar al ser también la base del «Fighter Wing Skrydstrup», el batallón de F-16 de la Fuerza Aérea danesa.